# Carlos Ott
Carlos Adolfo Ott (ur. 16 października 1946 w Montevideo) – Kanadyjski architekt pochodzenia urugwajskiego. Znany z zaprojektowania Opéra Bastille w Paryżu oraz Torre Antel w Montevideo.
Studiował na Uniwersytecie Urugwajskim w Montevideo. Dyplom otrzymał w 1971 roku. Otrzymał stypendium Fullbrighta, dzięki czemu mógł studiować na Uniwersytecie Hawajskim, a potem Washington University School of Architecture w Saint Louis.
W latach siedemdziesiątych prowadził biuro architektoniczne w Toronto. Wygrał konkurs na renowację i rozbudowę Royal Ontario Museum w Toronto. W 1976 przyjął obywatelstwo kanadyjskie. W 1983 roku został zwyciężył w konkursie na budowę Opéra Bastille, dzięki czemu jego nazwisko stało się znane w świecie architektury. Potem projektował Simcoe Place w Toronto (1995); Port lotniczy Ushuaia (1995); siedzibę National Bank of Dubai (1997); Port lotniczy Capitan Corbeta CA Curbelo (1997); Port lotniczy El Calafate; Torre Antel (2002); Calgary Courts Centre.